# تشارلستون (نيويورك)
تشارلستون (بالإنجليزية: Charleston, New York)‏ هي بلدة أمريكية تقع في الولايات المتحدة في مقاطعة مونتغومري، نيويورك. يقدر عدد سكانها بـ 1,373 نسمة ومساحتها 110.9 كم2 وترتفع عن سطح البحر 381 متر.